# Mont William
Pour les articles homonymes, voir William.
Le mont William, en anglais Mount William, est une montagne d'Antarctique située au large de la terre de Graham, à l'extrémité méridionale de l'île Anvers dans l'archipel Palmer, à environ six kilomètres au nord-nord-est du cap Lancaster. Il culmine à 1 520 mètres d'altitude.
Il est découvert par John Biscoe le 21 février 1832 qui le baptise en l'honneur du roi Guillaume IV du Royaume-Uni.